# Самсон-Фарма
«Самсо́н-Фарма́» — российская фармацевтическая компания-ретейлер, основанная в 1993 году в Москве Самсоном Согояном. По данным аналитического агентства IMS Health (бывшее ЦМИ «Фармэксперт»), компания входит в десятку крупнейших аптечных сетей по доле на коммерческом розничном рынке лекарственных средств России с долей 0,82 % рынка по итогам января — июня 2013 года.
По состоянию на 2015 год, более 50 аптек сети расположены во всех округах Москвы. Расширение в других регионах компания не планирует.
Является членом Российской ассоциации аптечных сетей (РААС). Обладатель ряда профессиональных премий: «Золотые сети России» (2007), «Золотая ступка» (2012), «Платиновая унция» (2005, 2008, 2013).

## Деятельность
В начале 2000-х годов в аптечной сети продавались не менее 100 препаратов, которые в Москве больше нигде не распространялись: это лекарства от серьёзных заболеваний, в том числе онкологических, эндокринологических, гинекологических, кардиологических, офтальмологических, гастроэнтерологических и т. д. За счёт больших объёмов продаж, они приносили большую часть выручки компании, которая устанавливала на них небольшие наценки в 1—3 %. Однако с 2006—2007 годов эту нишу стали занимать другие сетевые конкуренты, а также независимые аптеки, которые предлагают такие же низкие цены на редкие препараты. Таким образом, у ритейлера осталось только два эксклюзивных продукта. Конкуренция заставила компанию диверсифицировать ассортимент и ценовую политику.

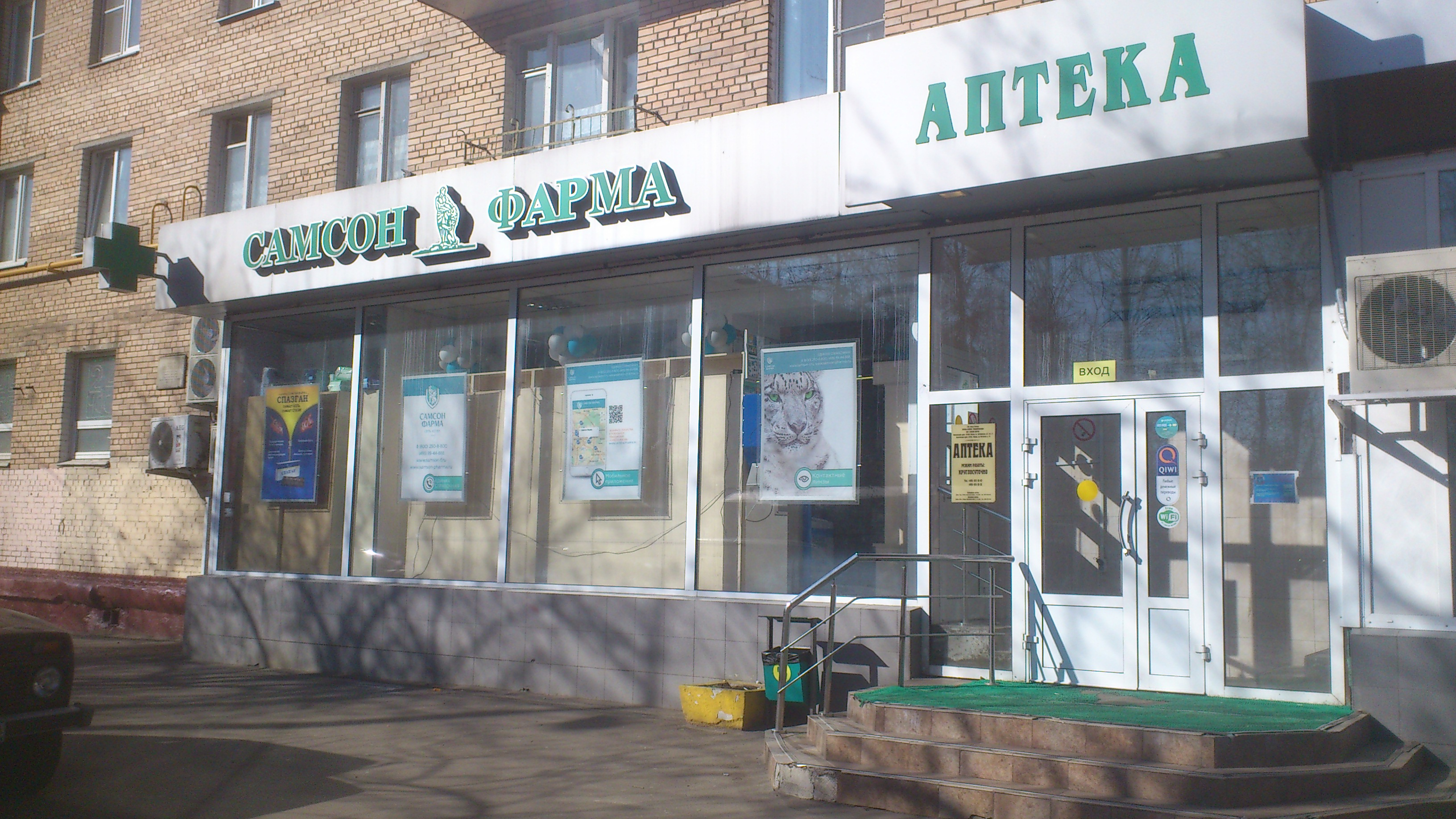
Одна из аптек «Самсон-Фарма» на ул. Костякова, Москва

Первоначально, устойчивые рыночные позиции «Самсон-Фарме» приносили аптеки формата «дискаунтер», с помощью которого она обеспечивала минимальный уровень розничной наценки. Аптеки открывались на второй линии домов в сотнях метров от метро. Многие эксперты при этом отмечают компанию в качестве «чуть ли не единственного примера успешной независимой дискаунтерской сети». В частности, по мнению исполнительного директора РААС Нелли Игнатьевой, «успешный опыт, продемонстрированный аптечной сетью „Самсон-Фарма“ и реализованный до „эпидемии крейзи-дискаунтеров 2011 года“, никому не удалось повторить и уже не удастся». Однако в 2010—2011 годах формат «дискаунтер» перестал быть выгодным, и компания сменила бизнес-модель, открыв несколько новых аптек уровня «luxury» в центре Москвы.
В 2006 году «Самсон-Фарма» первой в России установила автоматическую линию сбора лекарств от немецкой компании Willach для борьбы с очередями. По сведениям компании, за счёт автоматизации среднее время обслуживания клиента сократилось почти втрое.
В 2009 году Самсон Согоян занялся диверсификацией бизнеса, открыв пансионат «Самсон» на побережье Азовского моря недалеко от Мариуполя в посёлке Ялта (Украина), а в 2010 году — основал компанию «Самсон букет» по оформлению букетов, корзин и композиции свадебной флористики.
По данным компании, её штат составляет 500 сотрудников. По мнению различных экспертов, один из главных активов «Самсон-Фарма» — это её основатель Самсон Согоян, который сумел за счёт низких цен добиться высоких оборотов с каждой аптечной точки. По итогам 2014 года, по рейтингу журнала VADEMECUM, «Самсон-Фарма» занимает первое место в России по показателю наибольшего среднего чека (1 460 рублей), по данным DSM Group — 12-е место по объёму продаж (7,8 млрд руб.) с долей на коммерческом сегменте рынка 0,9 % (прирост оборота по сравнению с 2013 годом — на 32 %).

## Социальная направленность
По словам владельца компании Самсона Согояна, компания «изначально позиционировала себя как социальные аптеки, рассчитанные на все слои населения», и предлагала лекарства по «доступным, справедливым ценам», в основе принципов работы его аптечной сети — социальное ориентирование. По утверждению владельца, 33,1 % оборота лекарств в аптечной сети составляют жизненно важные лекарственные препараты (ЖНВЛП). В 2013 году социальная политика сети предусматривала скидки до 3,5 % по «Социальной карте москвича», а также бонусы до 6,5 % по дисконтной карте аптеки. На медикаменты, участвующие в акции «Суперцена месяца», скидка достигала 11 %. Кроме того, компания поддерживает различные благотворительные проекты, а в 2010 году был создан собственный благотворительный фонд «Самсон».

## Отраслевые награды и премии
В различных источниках отмечаются следующие отраслевые награды и премии:
- номинант открытого конкурса профессионалов фармацевтической отрасли «Платиновая унция» в номинации «Аптечная Сеть Года», а аптека № 1 ООО «Самсон-Фарма» стала победителем в номинации «Аптека Года» (по итогам 2005 года)[21];
- «Золотой Диплом» Конгресса Матерей России (по итогам 2005 года)[19];
- победитель конкурса «Золотые сети России-2007» в номинации «Самый широкий ассортимент»[22][23][24][25];
- аптека № 8 на Никольской (бывшая аптека № 1 ЗАО «Аврора-2000») стала победителем конкурса «Платиновая унция» в номинации «Аптека года» (2008)[19][26];
- победитель конкурса «Золотые сети России» в номинациях «Самый широкий ассортимент», «Лучшая программа лояльности клиентов» и «Лучший социальный проект» (2010)[19][25];
- лауреат 1-й ежегодной Международной премии аптекарей «Золотая ступка» в номинациях «Глава аптеки (аптечной сети)», «Заведующий аптеки», «Чистый бизнес» и «Аптека года. Народное признание» (2012)[27];
- аптека № 9 стала лауреатом премии «Лучшие аптеки — 2012» Российской ассоциации аптечных сетей (РААС) в номинации «Приз клиентских симпатий» (2012)[28];
- победитель конкурса «Платиновая унция» в номинации «Аптека года» (подноминация «Региональная аптечная сеть», 2013)[29].